# Althéa Laurin
Althéa Laurin (1 de setembro de 2001) é uma taekwondista francesa, medalhista olímpica.

## Carreira
Laurin conquistou a medalha de bronze nos Jogos Olímpicos de Verão de 2020 em Tóquio, após confronto na semifinal contra a marfinense Aminata Traoré na categoria acima de 67 kg. Ela venceu o Campeonato Europeu de Taekwondo Júnior em Larnaca e o peso meio-pesado feminino no Campeonato Mundial Júnior de 2018 em Hammamet.
Em 2023, obteve seu primeiro ouro em mundiais, derrotando Rebecca McGowan na final da categoria abaixo de 73 quilogramas em Bacu. Nos Jogos Olímpicos de Verão de 2024, em Paris, conquistou a medalha de ouro na categoria mais de 67 kg feminino.